# Sportinė Aviacija LAK-19
Dimensions
Le planeur monoplace LAK-19 est de conception lituanienne, et fabriqué par Sportinė Aviacija.

## Conception et développement
Il a été conçu en prenant en compte la JAR-22. Il a une voilure en position médiane, et une profondeur en T et un train d'atterrissage escamotable. Les extensions d'ailes extérieures permettent de passer de 15 mètres à 18 mètres avec et sans winglets.
La construction utilise du kevlar, de la fibre de carbone et de la résine. 
Une demi voilure pèse 55 kg et son longeron est fabriqué en fibre de carbone. La voilure est équipée d'aérofrein sur l'extrados et peut emporter 180 kg d'eau.
Toutes les commandes venant de la voilures sont à branchement automatique.
Le LAK-19 est basé sur le LAK-17, mais pas équipé de volet de courbure. Il effectua son premier vol le 30 juillet 2001 et certifié le 31 mai 2002.

## Variantes
- LAK-19

Version avec une envergure 15 ou 18 mètres d'envergure. Ces variantes peuvent être équipées de winglets ou non.
- LAK-19T

Version motorisée avec un moteur rétractable de marque Solo 2350B ( bicylindre deux temps).
- LAK-19-FES

Version motorisée avec un moteur electrique dans le nez de conception LZ-Design.